# Українська діаспора
Украї́нська діа́спора — збірне визначення української національної спільноти поза межами українських земель (української етнічної території), яка почуває духовний зв'язок з Україною. Станом на 2025 рік за межами України мешкає від 15 до 20 млн українців (не громадян України) і їх нащадків, тобто близько чверті народу. У 2025 році за кордоном багато українців, тому що багато людей виїхало через війну.
Поняття «діаспора» (грец. διασπορά, що у перекладі означає «розпорошення, розтікання») виникло у євреїв, яких, розпорошених по світу й існуючих поза своєю первісною батьківщиною, здавна сукупно так іменували.
Географія української діаспори
Станом на 2025 рік, українська діаспора охоплює понад 60 країн світу. Найчисельніші громади сформувалися в Польщі (понад 1,5 млн), Канаді (1,3 млн), США (1 млн), Німеччині (понад 800 тис.), Чехії (до 600 тис.), Італії, Іспанії та Португалії. Значні осередки є також у Бразилії, Аргентині, Казахстані, Ізраїлі, Австралії, Великій Британії та Молдові. Українці проживають як компактно (особливо в Канаді, Польщі, Чехії), так і розпорошено. Нові хвилі еміграції після 2014 і 2022 років суттєво розширили географію українських громад у Європі та за її межами.
Під українською діаспорою розуміють українців без українського громадянства, що знаходяться за межами України й усвідомлюють генетичну чи духовну єдність із Україною.
Проте, існує інший погляд на значення терміна «українська діаспора», який відповідає буквальному перекладу слова «діаспора». Усі українці, що постійно мешкають за межами державного кордону України — закордонні українці (зарубіжні українці), і лише ті з них, що постійно мешкають за межами української етнічної території (за станом на початок XX ст.), є українською діаспорою. Певна частина закордонних українців була та є сьогодні корінними мешканцями прилеглих до України територій низки сусідніх із Україною країн (Румунії, Молдови, Словаччини, Польщі, Білорусі, Російської Федерації). Називати їх «діаспорою» не коректно з історичного та географічного поглядів. Адже їхні предки жили та живуть сьогодні на території України в її колишніх або сучасних етнічних межах (етнографічних кордонах). Раніше, коли не було державного кордону України, та вона існувала лише в етнічних межах, розрізняти «українську діаспору» та «закордонних українців» не було ні потреби, ні можливості.

## Історія

### Причини утворення діаспорних груп народів
Міграційні, етнічні та демографічні процеси не раз кардинально змінювали біосоціальну будову українських теренів і всієї земної кулі. Спрямованість та інтенсивність цих процесів залежала від багатьох природних та соціальних чинників. Міграційні рухи, наприклад, визначалися змінами кліматичних умов, вичерпанням чи віднайденням нових природних ресурсів, прирученням коня, відкриттям колеса, геополітичними змінами, економічними кризами, воєнними подіями, дискримінаційною внутрішньою політикою тощо. Міграційні рухи людності між територією України (в сучасних межах) та рештою світу почалися сотні тисяч років тому — ще в часи заселення її первісними людьми, коли певні групи людей ще й не були сформовані як етнічні спільноти.
Прагнення захищати власні території та власні традиції також прослідковується з давніх часів, хоча й мало різну форму й різні вияви. Потрапляючи в іншоетнічне оточення територіальні групи певного етносу не поспішали перейняти чужі етнічні риси (хоча, звісно, було по-різному, в залежності від конкретних суспільно-історичних обставин). Важливою умовою виживання етнічної групи в іншоетнічному оточенні були активні контакти в середині групи (шлюбні, культурні, виробничі тощо). При розпорошеному (дисперсному) проживанні підтримувати етнічну однаковість групи (за відсутності сучасних засобів зв‘язку) надто складно. Дисперсно розселені частини мігрантів швидко зливалися з етнічним оточенням. Тому етнічні гетто та етнічні анклави були тривалий час основою діаспорних частин багатьох народів, у тому числі й українського.

### Українські землі у давніх переселеннях
Сліди найдавніших міграцій ми тепер не бачимо у певних етнічних рисах (мові, культурі, світогляді тощо). Сьогодні ми їх можемо помітити у змінах генетичних ознак давніх людей і людей історичного часу (що виявляються за рештками кістяків), в їх антропологічних рисах, в міграціях технологій та культури, і, певною мірою, в територіальному розподілі генеалогічних ліній сучасного людства.
На початку V ст. слов'янський етнічний масив охоплював близько половини сучасної території України. Східна частина країни була етнічно неоднорідною, заселена вкрай нерівномірно. Наприкінці IV ст. гуни знищили майже всі грецькі колонії, розташовані на півдні України, відбулась еміграція більшої частини готів. Чимало з етнічних спільнот, що з'являлися на півдні, були тимчасовими мешканцями України. Вони або емігрували, або зазнали етнічного перетворення (трансформації).
Міграційний обмін українських земель з рештою світу періоду V—XIII ст. призвів до збільшення кількості етнічних спільнот, представлених у сучасній Україні, та започаткував формування величезного етнодемографічного ресурсу для майбутньої імміграції чужинців. Імміграція хозар до Криму в другій половині VII—IX ст., євреїв (тоді — жидів) на початку IX ст. (і, можливо, пізніше), татаро-монголів у ХІІІ ст. була важливим чинником початку етнічного творення З нових етнічних спільнот — караїмів, кримчаків та кримських татар. Частина України (Кримський півострів) для них є історичною батьківщиною, а Україна — головною країною проживання.
Міграція людності з території сучасної України на південь, захід, північ була першопричиною формування низки нових слов'яномовних етнічних спільнот (болгар, македонців, сербів, хорватів, чорногорців, босняків, словенців, словаків, чехів, білорусів, росіян), які пізніше іммігрували й тепер представлені в Україні, а також вплинула різною мірою на формування та етнічний розвиток, відповідно й на сучасну етнічність румунів, молдаван, угорців, литовців та багатьох інших народів, представлених тепер і в Україні.
Потужна, етнічно строката «транзитна» міграція через Україну вплинула на ґенезу та розвиток багатьох європейських народів, які пізніше мігрували в Україну. Насамперед це стосується гагаузів, болгар, угорців. До вже наявних у Криму греків у Х—ХІ ст. додалися вірмени. Ті вірмени, що у XIII ст. почали селитися на заході України, пізніше частково асимілювалися, частково емігрували. Малочисельні групи угорців, румунів, європейських германомовних євреїв та, можливо, німців почали з'являтися в Україні ймовірно в період ХІ—ХІІІ ст. Зазначимо, що сучасні етнічні сліди імміграції V—XIII ст. знаходимо лише на етнічній периферії українців — у Криму та переважно у прикордонних районах Закарпаття й Північної Буковини. Виняток становлять залишки євреїв у західноукраїнських містах. А приазовські греки переселилися з Криму порівняно недавно.

### Бачванські руснаки— найдавніша українська діаспора
Найдавнішою, або найпершою, українською діаспорою є малознані в Україні бачванські руснаки, або русини-українці Бачки та Срему. Їх 20-тисячна громада нині живе головним чином у Бачці, Сримі (Сремі) й Славонії — регіонах сучасних Сербії та Хорватії. Це нащадки переселенців із північно-східної Пряшівщини і Закарпаття, які в середині XVIII ст., гнані злиднями та безземеллям, переселилися на Балкани.

### До 1880 року
Вже на початку XVIII ст. жила нечисленна політична еміграція в Османській імперії і на Заході після поразки під Полтавою (1709).
На початку другої половини XVIII ст. постали українські хліборобські колонії в тодішньому Королівстві Угорщина (кілька тисяч закарпатських українців оселилося в Бачці та Сремі, в сучасній Сербії).
Після зруйнування Запорозької Січі частина козаків перейшла до Добруджі (в межах Османської імперії). Але значно більше селян переселювалося на Надволжя й Урал, де вони створили великі українські острови серед російської більшості.
Згодом невеликі українські колонії постали у європейських столицях: Відні, Будапешті, а також у Римі.
В 1880 році українська діаспора налічувала близько 1,2 млн осіб:
- 0,7 млн українців в європейській частині Російської імперії;
- 0,2 млн українців в Австро-Угорщині;
- 0,1 млн українців в азійській частині Російської імперії;
- 0,1 млн українців в Америці.

Це становило 4,6 % всіх українців у світі.
Себто, всіх українців в 1880 році було близько 24 млн чоловік, в тому числі на українських етнічних землях проживало 22,8 млн чоловік.
Найбільші країни західної діаспори: Угорщина, Австрія, Америка та Канада. Багато українців добилися успіху за кордоном.
Любомир Романків — творець жорсткого диска, за який боролися науковці всіх країн. В Україні радянська влада ледь не розстріляли всю сім'ю Романкових, через це Любомир разом з рідними емігрував у Канаду. Саме там, у Канаді Любомир зробив свій винахід, та став Начальним Пластуном Світу, яким пробув останні декілька років. Зараз йому 83 роки. Він пішов на пенсію лише у 2017 році.

### 1880—1920 pp.
Докладніше Український народний союз
На останню чверть 19 ст. припадає початок масової еміграції українців:
- з Австро-Угорщини до Америки;
- з Російської імперії — за Урал, до Азії.

Причиною еміграції було аграрне перенаселення. Законодавство не чинило перешкод виїздові.
Другорядне значення мала еміграція близько 10 000 українських селян з Королівства Галичини та Володимирії до Боснії (кінець 19 ст.), яку стимулювала австрійська влада після окупації Боснії.
Близько 15 000 українських селян з Королівства Галичини та Володимирії та Герцогства Буковина переїхало до Російської імперії під впливом російської агітації (майже всі вони повернулися).
До Америки емігрували також частково українські селяни з Російської імперії — з Холмщини й Підляшшя (та майже масово євреї з усіх українських земель).
Частина емігрантів поверталася на рідні землі (рееміграція); наприклад, із 393 000 українців, які емігрували до 1909 року до США, повернулося 70 000; з 2 млн емігрантів до Азії — близько 0,5 млн повернулось.
Початок еміграції за океан датується 1877 роком. Вона була скерована до США, переважно на заробітки в промисловості й на будовах.
З 1890-х pp. почалася еміграція українських селян до Канади, Бразилії (штат Парана) й Аргентини (провінція Місьйонес).

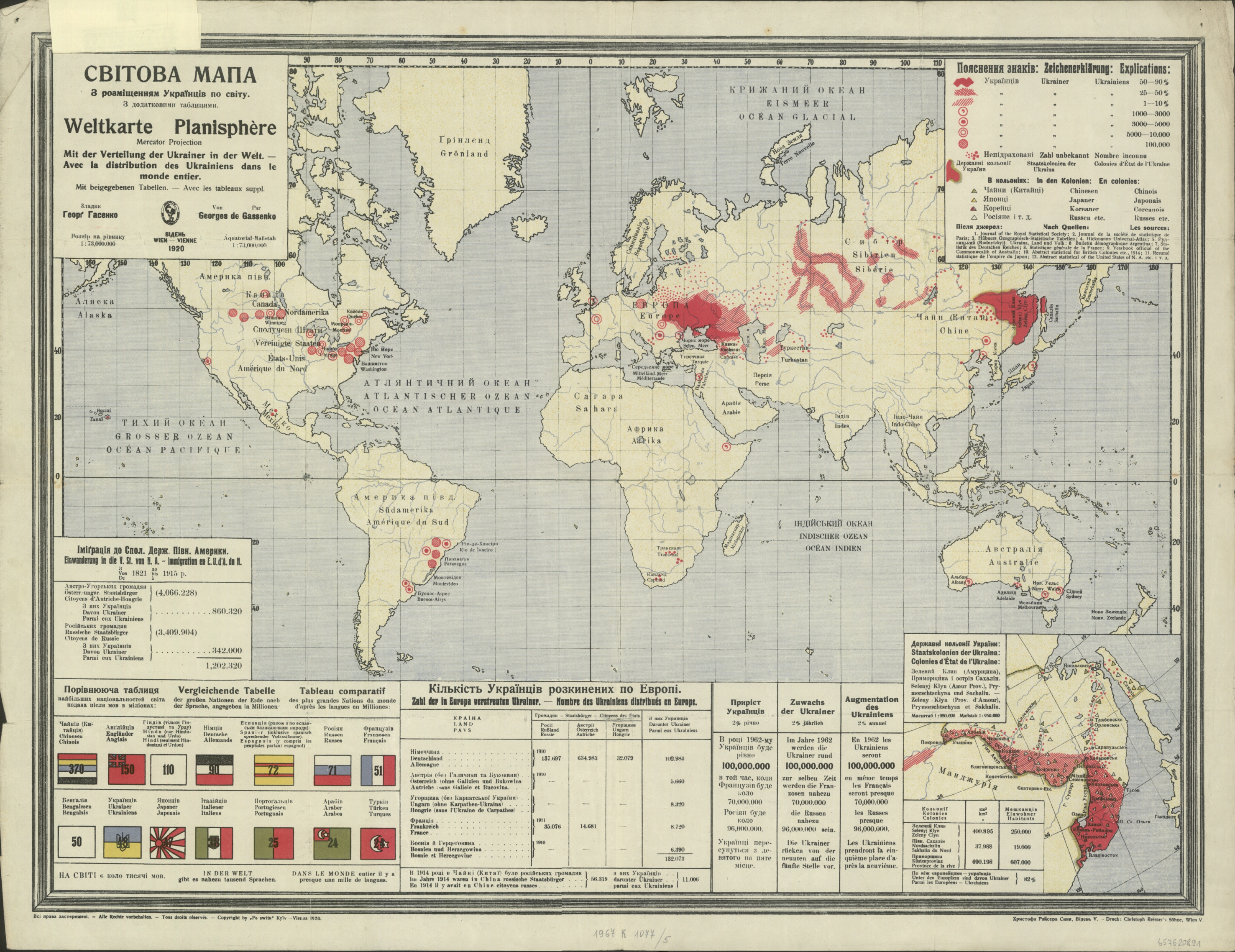
Мапа «Світова мапа з розміщенням Українців по світу» Георґа Гасенка, 1920 рік.

Разом до Першої світової війни емігрувало до Америки близько 500 000 українців, поділено так:
- до США — близько 350 000 українців;
- до Канади — близько 100 000 українців;
- до Бразилії й Аргентини — близько 50 000 українців.

В 1914 р., українська діаспора за океаном приблизно становила 700—750 тисяч людей, поділено так:
- в США — 500 000—550 000 українців;
- в Канаді — понад 100 000 українців;
- в Бразилії — близько 50 000 українців;
- в Аргентині — 15 000—20 000 українців.

### Культурно-суспільне життя

Перша українська церква у США (Шенандоа — Пенсільванія), 1884. Графіка Я. Гніздовського.

Від самого початку емігранти намагалися гуртуватися при Греко-католицькій церкві, унаслідок чого було створено греко-католицькі єпископати у США й Канаді. Потреба згуртування серед заокеанської еміграції, як і приклади організованості чужомовного оточення, стимулювали українців до створення цілої мережі власних релігійних, братсько-допомогових, освітніх, господарських і громадянсько-політичних організацій у нових країнах поселення.
Так постали окремі національні спільноти української діаспори, які підтримували зв'язки з рідними землями та культурними центрами на батьківщині: звідти приходили книги, преса, приїздили священики, культурні діячі для праці серед поселенців, — і також ширилися нові ідеї й рухи, що виникали в Україні. Емігранти за океаном під впливом рідних земель пройшли пришвидшений процес національного самоусвідомлення, а дечим навіть перевищили людей того ж самого становища, які залишилися вдома. Слід згадати, що в українському суспільно-політичному житті назагал майже не брали участі емігранти з Закарпаття й Лемківщини — ці творили свої організації і навіть мали окрему церковну (греко-католицьку) організацію.
Політична ідеологія свідомішої частини української діаспори була орієнтована на національне визволення і державну самостійність України. Щодо цього українська діаспора в США й Канаді особливо активізувалася під час Першої світової війни й українських визвольних змагань. Виняткову роль відіграла закарпатська еміграція в США, яка своїми заходами вирішально вплинула на приєднання в 1919 р. Закарпаття до Чехословацької республіки. Крім політичної і фінансової допомоги, репрезентативні організації українців Канади й США вислали своїх представників до Європи з метою сприяння українським позиціям на Мировій конференції. Українська діаспора в США підтримує зв'язки з Україною та активно намагається впливати на політику США на користь українських інтересів.
Українська діаспора в Російській Імперії (зокрема в Азії), що була майже винятково хліборобська, мала цілком інший характер, ніж в Америці. Після 1860 р., вона була далі скерована на Надволжя і на Урал, але в останній чверті 19 ст., коли вільної для поселення землі в європейської Росії вже не було, скерувалася за Урал, спершу на Західному Сибіру і сусідню частину Туркестану, згодом і на Далекий Схід, на так званий Зелений Клин. За переписом населення 1897 в Російській Імперії жило в діаспорі 1 560 000 українців, поділено так:
- В європейській частині 1 232 000 українців:
  - на Надволжі і сусідньому Уралі: 392 000 українців;
  - на неукраїнській частині Курщини і Вороніжчини: 232 000 українців;
  - понад 150 000 українців у розпорошенні в Бессарабії, головно в північній частині;
- в азійській частині 311 000 українців;
  - на Закавказзі 117 000 українців.

У наступні роки українська еміграція до Азії постійно зростала (разом близько 1,5 млн українців), так що число українців в Азії збільшилося станом на 1914 р. майже до 2 млн (у всій Російській Імперії в діаспорі — до 3,4 млн українців). Тоді вже поволі почалася асиміляція української діаспори з російським оточенням, на що впливала низька національна свідомість українців — і де в чому спільність з росіянами, зокрема в релігії.
Важливою обставиною, що сприяла поступливості українців щодо російщення була політична, культурна, мовна, соціальна дискримінація українців Російської імперії, де офіційно на урядовому рівні і в широких колах суспільства, українців не визнавали за окремий повноправний народ, українську мову не визнавали за окремішню самодостатню мову тощо. Український національний рух навіть в його культурницькому прояві вважався сепаратистським, або потенційно таким, що загрожує цілісності «єдіной і нєдєлімой» імперії..
Бувши винятково еміграцією, українські поселенці на сході, хоч численніші від українських поселенців з Австро-Угорщини за океаном, не створювали власного організованого життя на новій території — і не мали подібних зразків серед свого нового оточення. Зв'язки України з цими поселенцями були обмежені (висилка преси, книг, випадкові відвідини) — власних організацій там і не було. Щойно революція 1917 р. сприяла самоорганізації українського населення, ідейно пов'язаної з національно-політичним відродженням України.

### 1920—1945 pp.
Поразка у визвольних змаганнях та Перша світова війна викликали першу масову українську політичну еміграцію, яка зміцнила існуючу українську діаспору свіжими кадрами діячів з політичних, наукових, господарсько-професійних і культурних профілів. Дотогочасна, здебільшого заробітчанська еміграція одержала громадянський й інтелектуальний провід у всіх країнах української діаспори, включно з утворенням нового осередку в Маньчжурії. Проте головним скупченнями нової еміграції були середня й західна Європа, де вона осіла численно й очолила організацію життя українську діаспору, — а інколи й брала участь у житті українців на тих землях, які опинилися в тих чи тих країнах внаслідок мирних договорів (зокрема на Закарпатті). Так постали нові центри української діаспори, а наявні зміцнилися: в Чехословаччині, Німеччині, Польщі, Франції, Бельгії, Австрії, Румунії, Югославії, при тому найдинамічнішим було українське скупчення в Чехословаччині (Прага стала поряд Харкова, Києва і Львова одним з центрів української культури, а навіть політичного життя).
Поміж українськими осередками української діаспори нав'язалася тісна співпраця, утворено ряд спільних установ і плановано спільні заходи. Зокрема політичні організації та рухи (уенерівці, гетьманці, соціалісти, націоналісти) утримували між собою тісний контакт — і виступали спільно, не зважаючи на політичні кордони. Вони так само поширювали свої кордони на українську діаспору за океаном. Деякі організації, наприклад, студентська централя ЦЕСУС, жіночий світовий союз, об'єднували також організоване студентство чи жіноцтво й українських земель поза УРСР. Високі школи (УВУ та Господарська Академія) стали спільними організаціями для української діаспори, а почасти й для українських земель.
Єдиною спробою надпартійного громадянського об'єднання — це Головна Еміґраційна Рада з центром у Франції, що об'єднувала, однак, тільки організації, прихильні до екзильного уряду УНР. Лише в окремих країнах діяли загальногромадянські централі (комітети, ради), — і то не особливо сильні. У 1920-х роках українська діаспора почасти підтримувала зв'язки з підрадянськими землями, але з початку 1930-х pp., через політику русифікації і розгром українського суспільного життя і культури, усе припинилося — виняток становили кілька «сов'єтофільських» груп у Канаді й США. Натомість канадська й американська українська діаспора постійно була у зв'язку з Галичиною й Закарпаттям, даючи чималу матеріальну допомогу (зокрема культурному життю) на рідних землях.
Кількість політичної еміграції зменшилася в середині 1920-х років через повернення частини емігрантів (зокрема з Галичини) на рідні землі, еміграцію за океан (особливо до Канади) і переїзд деяких в УРСР. Це, а також зменшення припливу студентів на студії і важкі економічні відносини зменшили значення політичної еміграції, зокрема культурної.
По перерві під час війни, з 1920—1921 відновилася заробітчанська еміграція з західних українських земель за океан і постала нова еміграція у Франції. Кількісно вона була значно менша, ніж до війни, зокрема до США і Бразилії, які обмежили імміграцію; натомість збільшилася до Аргентини, Франції, Парагваю та Уругваю, у малій кількості до Бельгії. Економічна криза припинила майже цілком еміграцію у 1931—1934 pp., пізніше вона відновилася, але у менших масштабах. Найбільш емігрувало за 1920—1939 роки (числа приблизні):
- до Канади — понад 70 000 українців;
- до Аргентини — 50 000 українців;
- до Франції — 35 000 українців;
- до США — 15 000 українців;
- до Бразилії — 10 000 українців;
- по кілька тисяч до Парагваю й Уругваю.

Разом уся українська діаспора становила, за винятком СРСР, 1,7—1,8 млн, обраховувалася такими (здебільшого приблизними) числами:
- в Америці:
  - в США: 700—800 тисяч українців
  - в Канаді: 250 тисяч українців
  - в Аргентині: 100—120 тисяч українців
  - в Бразилії: 80 тисяч українців
- у Західній і Центральній Європі:
  - в Румунії (головно у розпорошенні в Бессарабії): 350 тисяч українців
  - в Польщі: 100 тисяч українців
  - в Франції: 40 тисяч українців
  - в Югославії: 40 тисяч українців
  - в Чехословаччині: 35 тисяч українців
  - в інших країнах західної і центральної Європи: 15—20 тисяч українців

Чисельнішою була українська діаспора на сходу від України на території СРСР. До 1925 р. вона не збільшувалася шляхом імміграції з України, згодом — приблизно до 1932 р.— незначно. Її кількість і розміщення відносно докладно подає радянський перепис 1926 р. За ним в СРСР жило поза межами українських земель 3 450 000 українців:
- в Європі: 1 310 000 українців
  - 242 000 українців в сусідстві з українською етнічною територією
  - 771 000 українців на Надволжі й Уралі
- в Азії: 2 138 000 українців
  - 861 000 українців у Казахстані
  - 830 000 українців на Сибіру
  - 315 000 українців на Далекому Сході
  - 64 000 українців у Киргизькій РСР
  - 33 000 українців в середньоазійських республік
  - 35 000 українців на Закавказзі.

В Азії, більшість українців становила переважне число населення у двох великих районах: в Середньо-Азійському краї і на Зеленому Клині. З 1 січня 1933 р. кількість української діаспори в СРСР можна було визначити на 4,5 млн людей (числа більші, ніж офіційні), тоді ж в Америці жило 1,1—1,2 млн українців, в Європі поза СРСР — 0,6 млн українців, разом з Бессарабією, яка в 1940 році відійшла до СРСР.
За переписом 1926 р. близько чверті українців, розпорошених в СРСР, мали б користуватися російською мовою як своєю рідною; до цих чисел можна ставитися з деяким застереженням: 97 % українців у діаспорі були селяни і жили, назагал, у великих суцільних скупченнях. Проте русифікація прогресувала, на що вплинув брак будь-яких українських організацій, слабий контакт з Україною. Лише в добу українізації на північних Слобожанщині, Кубані й Далекому Сходу діяло певне число українських шкіл, виходило кілька газет, відбувалися гастролі українських театрів тощо. Під час колективізації, — а згодом і голоду — зріс приплив українців, що шукали захисту, до Азії. Чимало їх приїхало за війни у наслідок евакуації — головне до промислових районів; іншу категорію переселенців становили засланці до концентраційних таборів і розкуркулені, переселені в Сибір.
| Країна                   | Чисельність (тисяч) |
| Радянські республіки     | 9 020               |
| Польська республіка      | 6 876               |
| Румунське королівство    | 1 200               |
| США                      | 750                 |
| Чехословацька республіка | 650                 |
| Канада                   | 400                 |
| Решта держав             | 368,5               |
| Всього                   | 19 264,5            |

В самій УРСР на цей час проживало 25 300 278 українців.

### 1945—1991рр.

#### Поза межами СРСР і Східної Європи

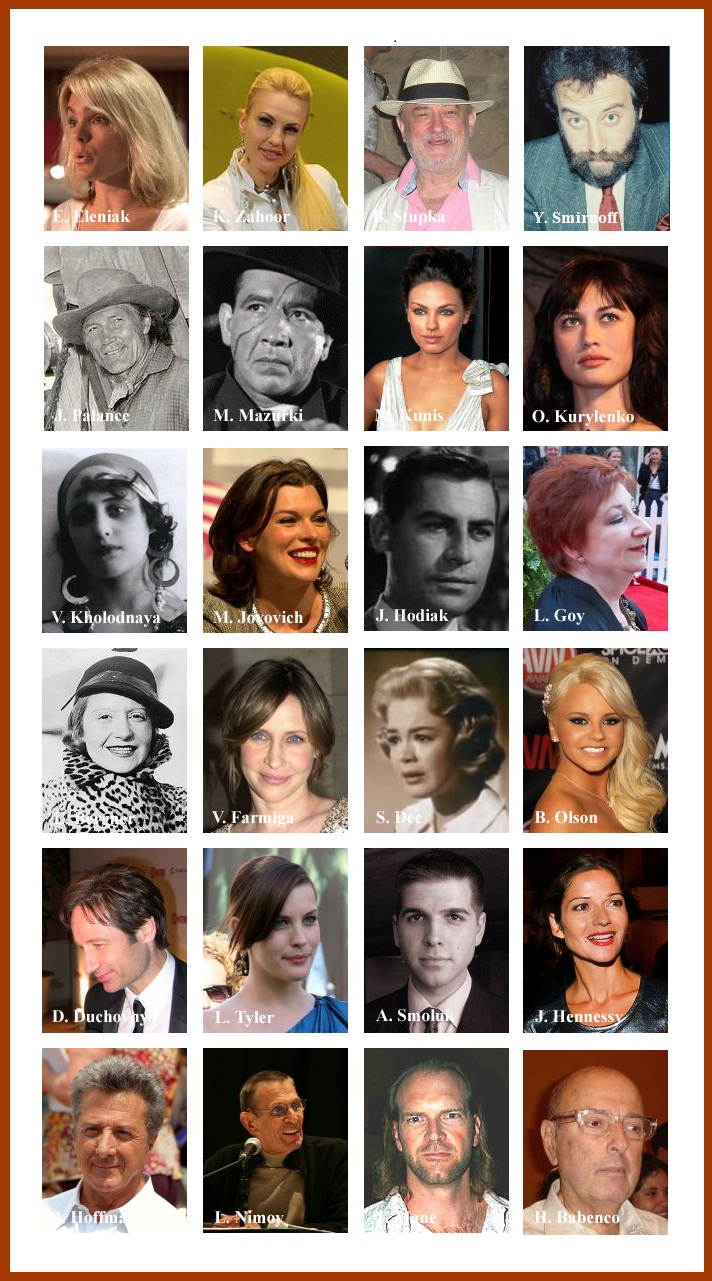
Всесвітньо відомі актори, пов'язані з Україною і українцями.

Українська діаспора значно поширилася й кількісно збільшилася після 1945 в демократичних країнах. Одразу по війні друга хвиля політичної еміграції (понад 250 000 українців) опинилася в Німеччині й Австрії, а наприкінці 1940-х — на початку 1950-х років розселилася на різних континентах і країнах. Так постали нові українській громади в Австралії, у Тунісі (Бен Метір), Венесуелі — і зміцнилися наявні поселення в США, Канаді, Бразилії, Аргентині й Парагваї. У Європі залишилося близько 50 000 українців, що створили нову сильну українську громаду у Великій Британії та зміцнили міжвоєнні громади у Франції, Бельгії, і Нідерландах.
З розселенням української еміграції з Німеччини й Австрії по той бік океану пожвавилося організоване життя української діаспори в Америці й у Західній Європі. У 1948 р. постав Координаційний Осередок Українських Громадських Організацій в Європі; паралельно діяла Панамериканська Українська Конференція, що об'єднувала громад централі Північної і Південної Америки. Після довшої підготовки у листопаді 1967 р. на з'їзді в Нью-Йорку створено Світовий Конгрес Вільних Українців (СКВУ), який об'єднував всі крайові та міжкрайові українські централі. Хоч Секретаріат СКВУ був лише координаційною установою і бракувало йому як і фінансової бази, так і виконавчого апарату, проте його моральний авторитет як представника української діаспори був незаперечний — і був визнаний колами руху опору в Україні. Разом з цим постав ряд інших організацій: молодіжних, жіночих, кооперативних, освітніх та інші. Вони оформили свої централі в масштабі всієї української діаспори, що й сприяло координації дій та спрямуванню громадського життя всіх українців поза комуністичною сферою впливу. Проте політичні умови не сприяли налагодженню співпраці з організованим життям українських меншин у Східній Європі. У західному світі між окремими країнами української діаспори існували культурні співпраця й обмін, не зважаючи на чималі віддалі й кошти. Такий обмін відбувався головно між Західною Європою й Північною Америкою.
Наукові установи гуртували українських науковців: НТШ, УВАН, УВУ, УКУ, Гарвардський і Канадський інститути українських студій. Бракувало українській діаспорі лише відповідних педагогічних центрів, видавництв, спільної пресової трибуни й пресового бюро. Найсильнішою ланкою в українській діаспорі була Церква — і організоване релігійне життя. Заходи щодо організації єдиного ієрархічного проводу мали лише частковий успіх: українській православні церкви (і то не всі) перебували лише в молитовному зв'язку; тільки Українська Православна Церква (УПЦ) в США і Українська Автокефальна Православна Церква (УАПЦ) в Європі, Південній Америці та Австралії дійшли до єдності на початку 1970-х років. А зусилля Української Католицької Церкви оформити спільне синодальне управління і патріархальний устрій натрапляли довгий час на труднощі: щойно 1980-го року синоди української католицької ієрархії почали визнаватися Ватиканом. Українські євангелісти-баптисти також оформили центральний орган: Всеукраїнське Євангельсько-баптистське Об'єднання.
Поряд з інституційним оформленням в українській діаспорі відбулася ідеологічна кристалізація, шукання концепцій взаємин між українською діаспорою й Україною: як і щодо власного обличчя в цілій українській спільноті за кордоном. Загально переважає погляд, що українська діаспора повинна б бути в моральній, національній і культурній єдності з Україною. Стало виразно, що головна мета політичної еміграції, — це антирадянське і антиросійське (у антиімперіалістичному розумінні) ставлення до СРСР. Усі спроби радянських органів нейтралізувати таке ставлення не увінчувалися успіхом.
Покоління, народжене в нових країнах поселення, почало вважати ці окремі країни за свою батьківщину: воно, зінтегроване у державне життя, бажало зберегти етнічні спільноти — але як вислів окремої культурної спадщини. Унаслідок природного процесу інтеграції в нове середовище та поступового віддалення від України, — а подекуди й ізольованості, — творяться окремі види спільнот і культурних станів: югославських, канадських, бразильських, що й помітне навіть у їхніх українських емігрантських говірках.
Ступінь етнічної свідомості та плекання культурної самобутності виражається у різних варіантах: від свідомості свого походження і готовності сприяти існуванню української діаспори — до намагань будувати кращу Україну закордоном. З метою посилення української самосвідомості та підбудування української субстанції, українські установи та українська преса намагалися перевиховувати українську діаспору шкільництвом, організаціями молоді, літературою тощо.

#### У межах СРСР і Східної Європи
У Східній Європі українська діаспора поділена так:
- у Польщі: 200—300 тисяч українців
- у Чехії та Словаччині: 120—150 тисяч українців
- у Румунії: 100—150 тисяч українців
- у Сербії, Хорватії: 45—50 тисяч українців

У всіх цих державах українці мали статус національних меншостей, культурно-суспільні організації (єдині і напівурядові), шкільництво, пресу й видавництва. Ці права були в кожній з цих країн різні — найширші в Югославії. З 37 168 українців Югославії за роки другої світової війни більшість або загинула, або втекла. Із 12 тис. українців Боснії залишилося тільки 7,8 тис..
Найчисленнішою була українська діаспора в Польщі, що складалася з українців:
- які залишилися на західних окраїнах України: їх на підставі радянсько-польського договору приєднано до Польщі — вони не переїхали в УРСР та їх не було вивезено (їх кількість невелика, в основному на Підляшші));
- яких поляки переселили на західні й північні землі Польщі, котрі до 1945 р. належали Німеччині.

Українці в Чехословаччині жили на Пряшівщині (на своїй етнічній території) — і користувалися досить широкими правами; також вони жили і в Чехії на понімечених землях.
Українці в Румунії жили як на окраїнах української етнічної території (Буковина, Мармарощина), так і в розпорошенні.
Українці в Югославії жили головно в Бачці, Сремі і Боснії: церковну організацію українці мали лише в Югославії (Крижевецька єпархія) і на Пряшівщині. Тут існували найвигідніші видавничі та культурні можливості.

## Українська діаспора в СРСР
У найгіршому становищі з усіх перебувала українська діаспора в СРСР. Хоч кількісно вона перевищувала решту української діаспори у світі, проте користувалася всіма гарантованими правами й інституційними засобами національного життя в межах іншої країни. Складались діаспори з більш ніж 6 млн українців, розпорошених по всіх республіках СРСР, що дуже нагадує дореволюційні, царські часи. Якщо до 1930-х існувала ще українські преса й шкільництво на суміжних українських етнографічних землях поза УРСР і на Далекому Сході, то з середини 1930-х років усе було ліквідовано.
Навіть для значної частини українців, що жили в Москві й Ленінграді та налічували кількасот тисяч, не було жодних українських клубів, театрів, шкіл, радіомовлення. Преса й книги доходили з України в обмеженій кількості, у кіосках їх не було (поза Україною була тільки єдина українська книгарня в Москві). За радянськими соціологічними дослідженнями в Сибіру 27 % українців ще читали українську пресу, передплачену з України, але недовго. Інколи заїжджали з України мистецькі ансамблі, — і часом в програми місцевих самодіяльних гуртків потрапляв український репертуар. Усе це відбувалося скоріше для популяризації «багатонаціональної радянської культури» і творення «радянського народу» — для прикриття посиленого зросійщення. Українською мовою в Сибіру користувався нижчий відсоток населення, ніж серед українців-поселенців у Канаді чи Бразилії. У 1970-х роках, як виявили радянські опитування, 38 % українського населення розмовляло українською мовою. Але зберігалися ще різні етнографічні побутові ознаки життя українців: житлова культура, одяг, народні страви. У 1970-х роках між сибірськими українцями було 82 % змішаних подружжів, здебільшого російсько-українські, хоч у багатьох випадках діти залишалися українцями. Брак національного культурного життя, як і змішані подружжя, призводили до поступової асиміляції, якій сприяла й урядова політика зросійщення.

## Історична статистика
У західному світі, тільки в Канаді подають урядові переписи населення докладне число осіб українського походження. В СРСР переписи подають, правда, число українців за національністю і мовою, але (зокрема переписи 1959 і 1970 pp.) не вірно (особливо українська діаспора в Європі на кордоні з Україною).
Кількість українців у діаспорі зазнає постійних змін: до 1939 року (а частково й згодом) вона збільшувалася завдяки новому припливові з України (звичайно, також завдяки природному приростові), зменшується через повернення (рееміграцію) в Україну та (зокрема, в третій і дальших генераціях) через асиміляцію та денаціоналізацію.

### У 1970 році
В 1970 p., українська діаспора була поділена ось так:
- В СРСР: офіційно 5,1 млн українців поділено на
  - в Європі: 2,8 млн,
  - в Азії: 2,3 млн.
- У Східній Європі (поза СРСР): 465—650 тисяч українців поділено на
  - Чехословацька Соціалістична Республіка: 120—150 тисяч українців
  - Польська Народна Республіка: 200—300 тисяч українців
  - Соціалістична Республіка Румунія: 100—150 тисяч українців
  - Соціалістична Федеративна Республіка Югославія: 45-50 тисяч українців
- В Середній і Західній Європі: 88-107 тисяч українців поділено на
  - Австрія: 4-5 тисяч українців
  - ФРН: 20-25 тисяч українців
  - Франція: 30-35 тисяч українців
  - Бельгія: 3-5 тисяч українців
  - Велика Британія: 30-35 тисяч українців
- В Америці й Австралії: 2 181 — 2 451 тисяч українців поділено на
  - США: 1 250 — 1 500 тисяч українців
  - Канада: 581 тисяч українців
  - Бразилія: 120 тисяч українців
  - Аргентина: 180—200 тисяч українців
  - Парагвай: 10 тисяч українців
  - Уругвай: 8 тисяч українців
  - Інші: 2 тисяч українців
  - Австралія та Нова Зеландія: 30 тисяч українців

В той час, приблизна кількість осіб українського походження в діаспорі в СРСР може бути на 10-12 млн (у тому числі в Азії — 7-9 млн); звичайно, це є максимальне число і більшість їх цілком зрусифікована.

### Після 1991 року

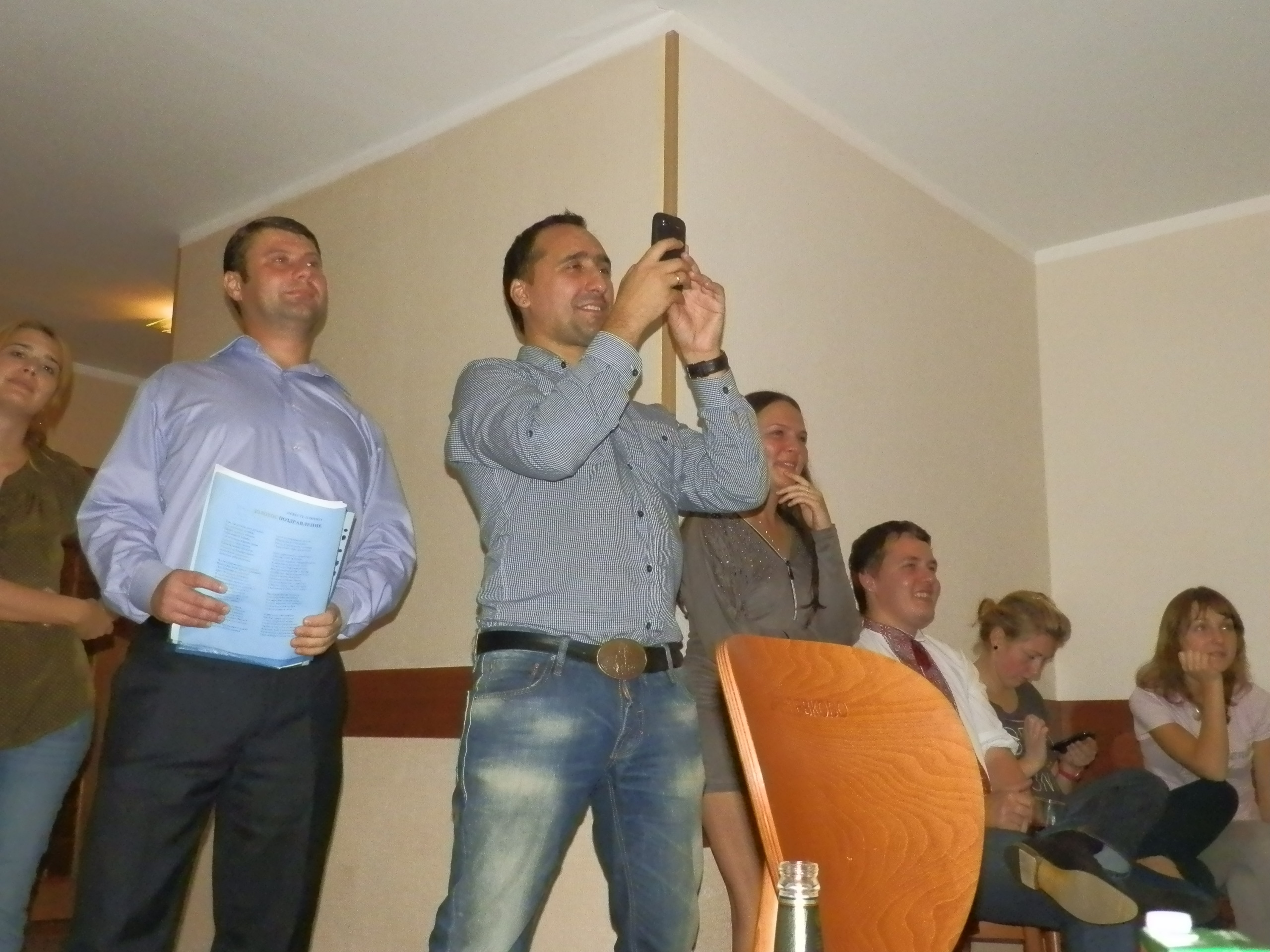
Учасники Українського молодіжного форуму Росії. Пушкіно. 7 жовтня 2012 року

З незалежністю України, українці переселяються, зокрема в Португалію , Іспанію, Чехію, Італію через непевний економічний стан в Україні.

### У 2010 році
Станом на 2010 рік за межами України мешкало до 10 млн українців.
Чимало українців живе на російському прикордонні:
1. де українці становили за переписом 1926 року 36 % всього населення і можна говорити про мішану російсько-українську територію
  - на півночі Слобожанщині серед російської більшості
  - на Дону
  - на східному Передкавказзі (у східній частині Краснодарського краю і в Ставропольському краї);
2. мішаним українсько-російсько-білоруським краєм
  - північну Чернігівщину (Стародубщину)

На західних околицях України чимало українців живе на румунському і словацькому прикордонні.

## Сучасна статистика

### Європа
| Країна                | Чисельність, тис. осіб | Місця компактного проживання |
| --------------------- | ---------------------- | --- |
| Австрія               | 15 (2020)              | Відень |
| Білорусь              | 159(2009)              | Берестейська (40,0 тис.), Гомельська (30,9 тис.) області, Мінськ (27,4 тис.) Станом на 2023 рік до Білорусі поїхало 124000 українців. |
| Бельгія               | ~ 5                    | Середня і Східна Бельгія, Генк, Антверпен. |
| Болгарія              | 2— 5 (2011)            | Софія, Пловдив, Бургас, Варна |
| Боснія та Герцеговина | 4 (1991)               | Муніципалітети Прнявор (1,3 тис.), Предор (0,8 тис.), Баня-Лука (0,6 тис.) |
| Велика Британія       | 200+ (2024)            | Лондон, Манчестер, Ноттінгем |
| Вірменія              | 2 (2001)               | м.Єреван (0,9 тис.), марзи Ширак (0,2 тис.), Лорі (0,1 тис.) |
| Грузія                | 7— 9(2002)             | Грузія: Тбілісі (3,3 тис.), Батумі (0,8 тис.), Руставі (0,4 тис.). Абхазія: Сухумі (0,7 тис.), Гагра (0,6 тис.) |
| Данія                 | 14 (2019)              | Ютландія |
| Естонія               | 60 (2024)              | Гар'юмаа (14 тис. , в тому числі Таллінн 12 тис.), Іда-Вірумаа (3 тис.) тис. |
| Іспанія               | 324 (2024)             | Мадрид, Барселона, Валенсія, Альбасете, Аліканте, Торев'єха, Мурсія, Малага, Марбелья, Уельва, Севілья, Хіхон.Станом на 2023 рік в Іспанії проживають 178000 українців. |
| Італія                | 250 (2024)             | Рим, Неаполь. Станом на 2023 рік в Італії проживає 158000 українців. |
| Латвія                | 76 (2024)              | Рига (22,7 тис.), Лієпая (3,6 тис.), Даугавпілс (1,8 тис.), Вентспілс (1,7 тис.) |
| Литва                 | 41 (2024)              | Вільнюс (7,2 тис.), Клайпеда (4,7 тис.), Каунас (1,9 тис.) Станом на 2023 рік у Литві проживають 78000 українців. |
| Молдова               | 600-650(2004)          | Кишинів (59,0 тис.), Бєльці (30,3 тис.), Бричанський (19,9 тис.), Окницький (17,4 тис.), Єдинецький (16,1 тис.) Ришканський (15,6 тис.) райони. Придністров'я (160 тис.): Тирасполь (52,5 тис.), Рибницький (37,6 тис., 45,4 %), Слободзейський (20,8 тис.) райони, м.Бендери (18,7 тис.), Кам'янський район (11,6 тис., 42,6 %) Станом на 2023 рік в Молдову в'їхало 111000 українців. |
| Нідерланди            | 10 (2012)              | Амстердам, Роттердам, Гаага, Утрехт, Лейден, Гронінген та Ейндговен. |
| Німеччина             | 960 (2024)             | Баварія, Баден-Вюртемберг, Гессен, Північний Рейн-Вестфалія, Нижня Саксонія. Станом на 2023 рік в Німеччину виїхало 1500000 українців. |
| Норвегія              | 7,7                    | Місцями компактного проживання українців можна вважати регіони навколо найбільших міст Норвегії — Осло, Бергена, Ставангера, Трондхейма |
| Польща                | 759,4 (2024)           | Воєводства Вармінсько-Мазурське (13,4 тис.), Мазовецьке (6,6 тис.), Західнопоморське (5,0 тис.), Поморське (4,2 тис.), Підкарпатське (4,1 тис.), Нижньосілезьке (3,7 тис.) Станом на 2023 рік в Польщі перебуває 990000 українців. |
| Португалія            | 56 (2024)              | Округи Лісабон (13,0 тис.), Фару (9,2 тис.), Лейрія (5,0 тис.) — насправді в Португалії значно більше![джерело?] |
| Росія                 | 1928(2010)             | Москва (154 тис.), Московська область (120 тис.), Ханти-Мансійський АО (91 тис.), Краснодарський край (84 тис.), Ростовська область (78 тис.), Башкортостан (40 тис.), Приморський край (50 тис.) Станом на 2023 рік в Росії живе 1,3 млн українців. |
| Румунія               | 78 (2024)              | Повіти Марамуреш (31,2 тис.), Тіміш (6,0 тис.), Сучава (5,7 тис.), Караш-Северін (2,6 тис.) — 2011 р. Комуни Руська Поляна 9,7 тис. (97 %), Кривий 4,7 тис. (98 %), Рускова 4,6 тис. (94 %), Вишня Рівня 3,7 тис. (96 %), Балківці 2,4 тис. (70 %), Ремета 2,2 тис. (89 %) — 2002 р. Станом на 2023 рік в Румунію виєхало 136000 українців.                                             |
| Сербія                | 5— 19 (2011)           | Воєводина (4 — 18 тис.) |
| Словаччина            | 7— 41(2011)            | Краї Пряшівський (6,8 — 27,9 тис.), Кошицький (2,0 — 4,0 тис.) (2001) |
| Угорщина              | ~ 3                    | Будапешт |
| Франція               | 110 (2024)             | Іль-де-Франс Станом на 2023 рік в Францію виєхало 70000 українців. |
| Фінляндія             | ~ 3— 4(2015)           | Турку, Сейняйокі, Тампере, Гельсінкі. |
| Хорватія              | 2— 4 (2001)            | Вуковарсько-Сремська (0,5 — 1,8 тис.), Сисацько-Мославинська (0,3 тис.) жупанії. |
| Чехія                 | 339 (2024)             | Прага, Плзень, Карлови Вари, Брно, Млада БолеславСтаном на 2023 рік в Чехії живуть 340000 українців. |
| Швейцарія             | 6681(2017)             | Цюріх, Базель, Берн, Санкт-Галлен, Женева, Лозанна. Станом на 2023 рік в Швейцарії живе 65000 українців. |
| Швеція                | 5 (2020)               | Стокгольм, Гетеборг, Мальме. |

### Азія
| Країна       | Чисельність            | Місця компактного проживання |
| ------------ | ---------------------- | --- |
| Казахстан    | 896 тис.-2.5 млн(2010) | Костанайська (84,8 тис.), Карагандинська (50,0 тис.), Павлодарська (40,1 тис.), Акмолинська (38,4 тис.), Північноказахстанська (29,8 тис.) області. |
| Ізраїль      | 52 491(2014)           | |
| Азербайджан  | 22 тис.(2009)          | Баку (21,0 тис.) |
| Киргизстан   | 11 тис.(2018)          | Чуйська область (5,2 тис.), Бішкек (4,8 тис.) |
| Туркменістан | ~ 10 тис.(2010)        | Ашгабат |

### Австралія і Океанія
| Країна    | Чисельність    | Місця компактного проживання |
| --------- | -------------- | ---------------------------- |
| Австралія | ~ 14 — 34 тис. | Мельбурн, Сідней             |

### Америка
| Країна    | Чисельність      | Місця компактного проживання |
| --------- | ---------------- | --- |
| Канада    | 1209 тис.(2006)  | Провінції Онтаріо (336 тис.), Альберта (332 тис.), Британська Колумбія (198 тис.), Манітоба (167 тис.), Саскачеван (129 тис.), Квебек (32 тис.) , Нова Шотландія (7,5 тис.) |
| США       | 930 тис.(2016)   | Штати Пенсільванія (112 тис.), Нью-Йорк (131 тис.), Каліфорнія (98 тис.), Нью-Джерсі (70 тис.), Іллінойс (50 тис.), Огайо (49 тис.), Мічиган (42 тис.) Вашингтон(46 тис.)   |
| Бразилія  | ~ 500 тис.(2009) | Штат Парана (400 тис., в тому числі Прудентополіс 38 тис. (75 %), Куритиба 33 тис., Уніао-да-Віторіа 26 тис.)                                                               |
| Аргентина | ~ 300 тис.       | Провінції: Буенос-Айрес (100 тис.), Місьйонес (55 тис.), Чако (30 тис.) |
| Парагвай  | 5-8 тис.         | Енкарнасіон, Колонії Фрам, Сандова, Нова Волинь, Богданівка, Тарасівка. |
| Уругвай   | 2 — 10 тис.      | Департаменти Монтевідео, Сан-Хосе, Пайсанду. |
| Венесуела | ~ 3 тис.         | Каракас, Валенсія, Маракан. |

### Африка
| Країна | Чисельність | Місця компактного проживання |
| ------ | ----------- | ---------------------------- |
|        |             |                              |

## Найвідоміші інститути
- Український вільний університет
- Фундація УВУ в Америці[50]
- Українська діаспорна електронна бібліотека (Diasporiana)
- Український Науковий Інститут Гарвардського Університету (УНІГУ)
- Наукове товариство ім. Шевченка у Канаді
- Канадський інститут українських студій при Альбертському університеті в Едмонтоні